# Vilar Chão (Vieira do Minho)
Vilar Chão oder Vilar do Chão oder Vilarchão ist ein Ort und eine ehemalige Gemeinde (Freguesia) im Norden Portugals.
Vilar do Chão gehört zum Kreis Vieira do Minho im Distrikt Braga. Die Gemeinde hatte eine Fläche von 7,9 km² und 258 Einwohner (Stand 30. Juni 2011).
Am 29. September 2013 wurden die Gemeinden Vilar do Chão und Anjos zur neuen Gemeinde União das Freguesias de Anjos e Vilar do Chão zusammengeschlossen.